# 弘前市立相馬小学校
弘前市立相馬小学校（ひろさきしりつ そうましょうがっこう）は、青森県弘前市（旧中津軽郡相馬村）大字黒滝にある公立小学校。

## 沿革
- 1876年（明治9年）7月14日 - 村内の民家を借用し、相馬小学として開校。
- 1881年（明治14年）5月 - 相馬小学校に改称。
- 1886年（明治19年）5月25日 - 相馬簡易小学校に改称。
- 1891年（明治24年）11月 - 相馬尋常小学校に改称。
- 1910年（明治43年）12月1日 - 沢田（季節）分校設置。
- 1931年（昭和6年）7月31日 - 相馬第二尋常小学校に改称。
- 1938年（昭和13年）12月 - 舟打鉱山分教場設置。
- 1940年（昭和15年）3月31日 - 舟打鉱山分教場が昇格・独立。
- 1941年（昭和16年）4月1日 - 国民学校令により、相馬第二国民学校に改称。
- 1943年（昭和18年）11月29日 - 相馬国民学校に改称。
- 1947年（昭和22年）4月1日 - 新学制発足により、相馬村立相馬小学校に改称。同日から藍内分校設置。相馬中学校併置し、高等科生を中学校に移籍。
- 1949年（昭和24年）4月1日 - 相馬中学校移転分離。
- 1961年（昭和36年） - 給食室完成により、完全給食開始。
- 1968年（昭和43年）3月 - 藍内分校廃止。
- 1976年（昭和51年）9月2日 - 創立百周年記念式典挙行。
- 1977年（昭和52年）
  - 2月26日 - 五所小学校・相馬小学校の2校が過疎のため統合され、新たに相馬小学校として創立。統合新校舎にて、新校舎落成式典挙行。
  - 3月17日 - 旧校舎で閉校式挙行。
- 2003年（平成15年） - 校舎の長寿命化に類する工事実施[2]。
- 2006年（平成18年）2月27日 - 相馬村が弘前市に合併し、弘前市立相馬小学校に改称。

## 学区
- 旧相馬村全域[3]である。

## 交通
- 弘南バス弘前 - 相馬線 「相馬庁舎前」バス停下車後、徒歩約340m・約6分。